# Nymphargus ruizi
Nymphargus ruizi es una especie de anfibio anuro de la familia Centrolenidae.

## Distribución geográfica
Esta especie es endémica de Colombia. Habita en los departamentos de Caldas, Risaralda y Valle del Cauca entre los 2190 y 2850 m sobre el nivel del mar en la vertiente occidental de la Cordillera Occidental.

## Descripción
Los machos miden de 24.3 a 26.4 mm y las hembras de 23.9 a 29.5 mm.

## Etimología
Esta especie lleva el nombre en honor a Pedro Miguel Ruíz-Carranza.

## Publicación original
- Lynch, 1993 : A new centrolenid frog from the Andes of western Colombia. Revista de la Academia Colombiana de Ciencias Exactas, Físicas y Naturales, vol. 18, p. 567-569[5]